# 马勇霞
马勇霞（1958年9月—），宁夏西吉人。女，回族。1975年8月参加工作，1977年2月加入中国共产党。宁夏大学政史系毕业，中国人民大学经济系政治经济学专业在职研究生学历。
历任宁夏回族自治区银川市人民检察院副检察长、检察长；银川市委副书记、政法委书记、纪委书记；自治区司法厅副厅长、厅长；自治区高级人民法院副院长；海南省人民检察院副检察长、代理检察长、检察长等职。2012年4月，任中共海南省委常委，省纪委书记。2017年3月，不再担任海南省纪委书记，任海南省政协党组副书记、省政协副主席。2017年4月28日，不再担任中共海南省委常委。2018年1月，担任海南省政协副主席。2022年1月，不再担任省政协副主席职务。